# Кетрін Ньютон
Кетрін Лав Ньютон (англ. Kathryn Love Newton; нар. 8 лютого 1997, Корал-Ґейблз, Флорида, США) — американська акторка, володарка двох премій «Молодий актор» (2010, 2013) за участь у телесеріалі «Неодружений Гаррі» та виконання головної ролі у фільмі «Паранормальне явище 4».

## Життєпис
Народилася 8 лютого 1997 року в родині Девіда та Робін Ньютон. Її батько захоплювався гольфом та показував результативність у цьому виді спорту. Донька в вісім років закохалась у гольф і почала ним займатися.
Закінчила середню школу Нотр Дам у Каліфорнії.

## Кар'єра
Уже в віці чотирьох років Ньютон отримала роль, яку виконувала протягом кількох років, в серіалі «Всі мої діти». Після участі в двох короткометражних фільмах юна акторка зробила перерву. Повернулася вона на телеекран з роллю в серіалі «Неодружений Гаррі», яка принесла їй першу нагороду премії «Молодий актор». Після ролі в комедії «Училка» з Камерон Діаз у головній ролі Ньютон зіграла головного персонажа в горорі «Паранормальне явище 4». За що вона стала лауреаткою «Молодого актора» вдруге. Кетрін продовжила працювати в телепроєктах: «Божевільні», «Собака крапка ком», «Надприродне», «Зупинись і гори», «Велика маленька брехня».
У 2016 стало відомо, що Кетрін Ньютон зіграє Анджелу в фільмі Мартіна Макдо́ни «Три білборди за межами Еббінга, штат Міссурі». Мама (Френсіс Мак-Дорманд) після вбивства доньки змушена попіклуватися про відплату вбивцям, оскільки місцева поліція так і не змогла їх впіймати.

## Фільмографія

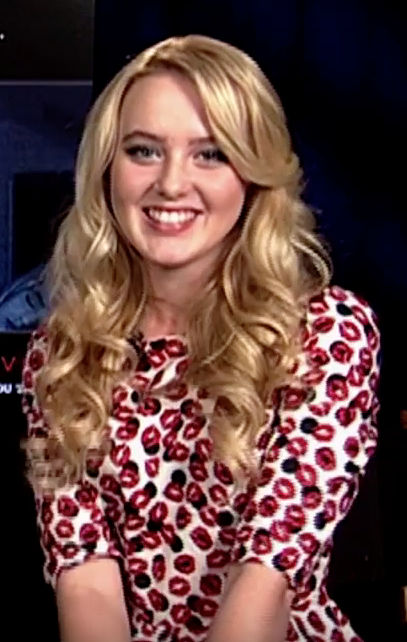
Ньютон в інтерв'ю 2012 року для фільму Паранормальне явище 4

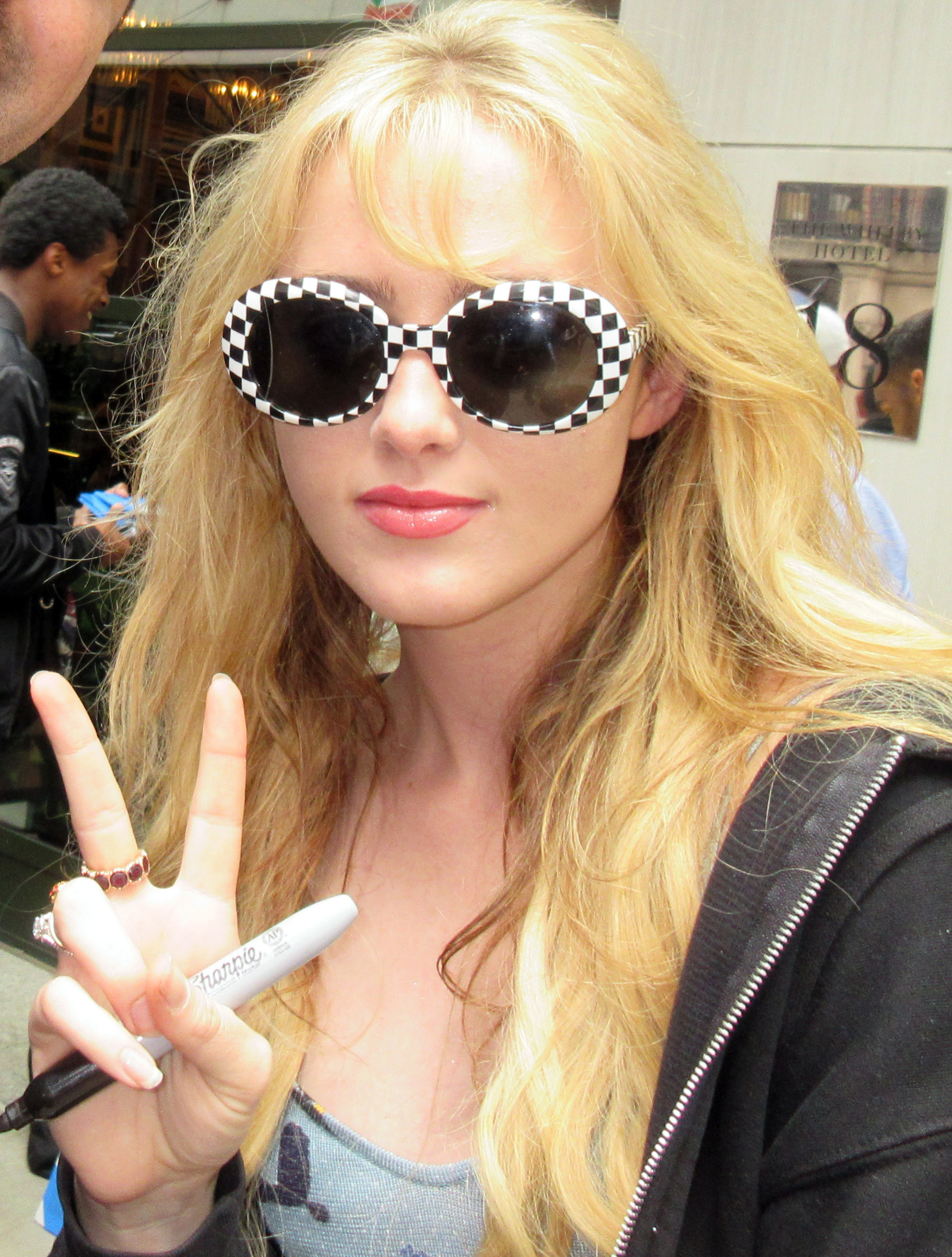
Ньютон у 2019 році

### Фільми
| Рік  |    | Українська назва                        | Оригінальна назва                         | Роль              |
| ---- | -- | --------------------------------------- | ----------------------------------------- | ----------------- |
| 2002 | кф | Еббі внизу на сході                     | Abbie Down East                           | Махала Берджес    |
| 2003 | кф | Бун-Бун                                 | Bun-Bun                                   | Хлої              |
| 2011 | ф  | Училка                                  | Bad Teacher                               | Чейз Рубін-Россі  |
| 2012 | ф  | Паранормальне явище 4                   | Paranormal Activity 4                     | Алекс Нельсон     |
| 2015 | ф  | Бойовий малюк                           | The Martial Arts Kid                      | Ріна              |
| 2016 | ф  | Моно                                    | Mono                                      | Кеті              |
| 2017 | ф  | Леді-Птаха                              | Lady Bird                                 | Дарлін Белл       |
| 2017 | ф  | Три білборди за межами Еббінга, Міссурі | Three Billboards Outside Ebbing, Missouri | Анджела Гейз      |
| 2018 | ф  | Секс-контроль                           | Blockers                                  | Джулі             |
| 2018 | ф  | Повернення Бена                         | Ben Is Back                               | Айві Бернс        |
| 2019 | ф  | Детектив Пікачу                         | Detective Pikachu                         | Люсі Стівенс      |
| 2020 | ф  | Химери                                  | Freaky                                    | Міллі Кесслер     |
| 2021 | ф  | Карта ідеальних дрібниць                | The Map of Tiny Perfect Things            | Марґарет          |
| 2023 | ф  | Людина-мураха та Оса: Квантоманія       | Ant Man and the Wasp: Quantumania         | Кессі Ленґ        |
| 2024 | ф  |                                         | Winner                                    | Бріттані Віннер   |
| 2024 | ф  | Ліза Франкенштейн                       | Lisa Frankenstein                         | Ліза Франкенштейн |
| 2024 | ф  | Ебіґейл                                 | Abigail                                   | Семмі             |
| 2024 | ф  |                                         | Griffin in Summer                         | Хлоя              |
| 2026 | ф  | Гра в хованки 2                         | Ready or Not: Here I Come                 |                   |

### Телебачення
| Рік       |    | Українська назва               | Оригінальна назва         | Роль                                                                          |
| --------- | -- | ------------------------------ | ------------------------- | ----------------------------------------------------------------------------- |
| 2002—2004 | с  | Всі мої діти                   | All My Children           | Колбі Меріан Чендлер (2 епізоди)                                              |
| 2008—2010 | с  | Холостяк Гаррі                 | Gary Unmarried            | Луїза Брукс (36 епізодів)                                                     |
| 2013      | с  | Божевільні                     | Mad Men                   | Менді (Епізод: "The Quality of Mercy")                                        |
| 2013—2014 | с  | Собака крапка ком              | Dog with a Blog           | Емілі Адамс (3 епізоди)                                                       |
| 2014—2018 | с  | Надприродне                    | Supernatural              | Клер Новак (6 епізодів)                                                       |
| 2016      | тф | Помста домогосподарки          | A Housekeeper's Revenge   | Лора Блеквілл                                                                 |
| 2016—2017 | с  | Зупинись і гори                | Halt and Catch Fire       | Джоані Кларк (10 епізодів)                                                    |
| 2017      | с  | Маленькі жінки (мінісеріал)    | Little Women              | Емі Марч (3 епізоди)                                                          |
| 2017—2019 | с  | Велика маленька брехня         | Big Little Lies           | Ебігейл Карлсон (14 епізодів)                                                 |
| 2019      | с  | Суспільство                    | The Society               | Еллі Прессман (10 епізодів)                                                   |
| 2023      | с  | Marvel Studios: Загальний збір | Marvel Studios: Assembled | у ролі самої себе (Епізод: "The Making of Ant-Man and the Wasp: Quantumania") |
| 2024      | с  | Хитрощі                        | Hacks                     | Белла Дональдсон (Епізод: "Bulletproof")                                      |

### Музичні відео
- 2019 — Post Malone feat. Young Thug, 'Goodbyes'[9]